# امیلیو سولفریتسی
امیلیو سولفریتسی (ایتالیایی: Emilio Solfrizzi؛ زادهٔ ۵ آوریل ۱۹۶۲) یک هنرپیشه اهل ایتالیا است.
از فیلم‌ها یا برنامه‌های تلویزیونی که وی در آن نقش داشته‌است می‌توان به لوئیزا سانفلیچه، ایستگاه، زمین ما و ازدواج‌ها اشاره کرد.